# 矢野ななか
矢野 ななか（やの ななか、2005年10月14日 - ）は、日本の女優。神奈川県出身。ピンナップスアーティスト所属。

## 略歴
高校1年生の時に事務所に所属。ダイエットに取り組んでも痩せなかったため、水着の仕事などが決まれば痩せられるかもと思ったことがきっかけ。2022年、テレビ東京 ドラマParavi『みなと商事コインランドリー』でテレビドラマデビュー。
2023年9月発売、『週刊ヤングマガジン』42号（講談社）で水着グラビアデビュー。芸能デビュー自体は役者業だったものの、前述のようにグラビアにあこがれも持っていたため、仕事が決まった時点では最も楽しんだ仕事に挙げている。また、この時のカメラテストで初めてビキニを着た。以後、グラビアの方でも人気を集める。
2025年2月6日、FRIDAY創刊40th記念企画「グラデミー賞」にて新人賞を受賞した。
『FRIDAY』2025年3月14・21日号で雑誌初表紙を担当（南みゆかとの2ショット表紙）。

## 出演

### ドラマ
2022
- テレビ東京 ドラマParavi「みなと商事コインランドリー」
- MBS ドラマ特区「少年のアビス」第2話・第5話・第6話
- TBS ドラマストリーム「パパとムスメの7日間 」第2話～第5話 志村千尋役

2023	
- テレビ朝日「特捜9 season6」第4話 広川舞子役
- テレビ朝日「警部補ダイマジン」第2話
- NHK「ミワさんなりすます」第1話　樋口愛役

2024	
- BS朝日「タカラのびいどろ」中野千鶴役
- ABCテレビ/テレビ朝日系「素晴らしき哉、先生!」薄木葵役
- MBS/TBS「その着せ替え人形は恋をする」菅谷乃羽役[6]

2025
- フジテレビ/FOD「おとなりコンプレックス」槇原望美役[7]
- 朝日放送テレビ/ドラマL「グラぱらっ!」チコ役[8]

### WEB
2022
- ドラマデザイン社 女優養成プロジェクト「アクトレスインキュベーション（AI）」11期生

2024
- YouTube「佐久間宣行のNOBROCK TV」

### 舞台
2022
- FULLFLASH Produce Stage vol.1「卒業」天下茶屋エリィ役

2023	
- 宅間孝行 新ユニット公演 タクラボ 第1弾「神様お願い」蓮役

2024
- 宅間孝行 新ユニット公演 タクラボ 第2弾タクラボ 第2弾「WHAT A WONDERFUL LIFE !」麗子役
- 劇団12ミニッツ 第4回公演「普通になれなくて」

### MV
- 栗林みな実「LEAP」

### その他
- FRIDAY 創刊40th グラデミー賞 新人賞

## 書籍

### デジタル写真集
- NEXT推しガール！ 1･2･3･4（2023年11月17日、講談社［ヤンマガデジタル写真集］、撮影：鈴木ゴータ）[9][10][11][12]
- NEXT推しガール！ 1〜4 【140P完全版】（2023年11月17日、講談社［ヤンマガデジタル写真集］、撮影：鈴木ゴータ）[13]
- このJK、レベチ（2023年12月4日、集英社［週プレ PHOTO BOOK］、撮影：岡本武志）[14]
- 青春の高鳴り（2024年1月9日、光文社［FLASHデジタル写真集］、撮影：矢西誠二）[15]
- 『ねずみの初恋』コラボグラビア ヤンマガアザーっす！＜YM2024年15号未公開カット＞（2024年5月17日、講談社［ヤンマガデジタル写真集］、撮影：鈴木ゴータ）[16]
- 思わず2度見してしまうカラダ（2024年7月22日、集英社［週プレ PHOTO BOOK］、撮影：小塚毅之）[17]
- いつかきっと　vol.1･2（2024年7月25日、講談社［FRIDAYデジタル写真集］、撮影：佐藤裕之）[18][19]
- All about summer（2024年8月20日、光文社［FLASHデジタル写真集］、撮影：大藪達也）[20]
- おとなからだ。（2024年9月20日、白夜書房［BUBKAデジタル写真集］、撮影：田畑竜三郎）
- サヨナラの夏（2024年10月1日、ワン・パブリッシング［BOMBデジタル写真集］、撮影：宮本賢一）[21]
- 19歳のヒロイン誕生　vol.1･2（2024年11月29日、講談社［FRIDAYデジタル写真集］、撮影：カノウリョウマ）[22][23]
- ヒロインの方程式 （2024年12月16日、ワニブックス［ワニブックスデジタル写真集］、撮影：Takeo Dec.）[24]
- 沼恋（2024年12月23日、集英社［週プレ PHOTO BOOK］、撮影：上村透生）[25]
- 純白なココロとカラダ （2025年2月1日、秋田書店［週チャンデジグラ］、撮影：藤本和典）
- 矢野ななかは裏切らない！〜prologue〜（2025年2月3日、集英社［週プレ PHOTO BOOK］、撮影：熊谷貫）[26]
- Snow Magic（2025年2月14日、講談社［ヤンマガデジタル写真集］、撮影：U-YA）[27]